# Ponoară
Ponoară – wieś w Rumunii, w okręgu Bihor, w gminie Bratca. W 2011 roku liczyła 662 mieszkańców.